# Calmucchia
La Repubblica di Calmucchia, o Calmicchia (in russo Респу́блика Калмы́кия?, Respúblika Kalmýkija; in calmucco: Хальмг Таңһч, Hal'mg Tañḥç), è una repubblica della Federazione Russa, l'unico territorio di religione prevalentemente buddhista del continente europeo.

## Storia
La particolarità di questa repubblica è data dal fatto che si tratta dell'unico territorio europeo in cui una quota consistente della popolazione professa il buddhismo tibetano. I russi cominciarono a utilizzare il termine "calmucco" nel XVI secolo, apprendendolo dai tatari, per poi utilizzare anche il nome Oyirad, che era invece di origine mongola. Furono proprio i calmucchi (e non i mongoli) a controllare quella vasta area, nota come "Grande Tataria" o "Impero calmucco", che andava dalla Grande Muraglia cinese al fiume Don, dall'Himalaya alla Siberia.

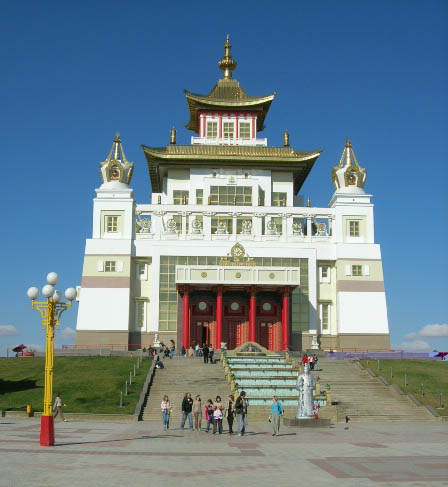
Il tempio dorato a Ėlista

Le steppe europee, grazie all'aria umida proveniente dall'Oceano Atlantico, sono da sempre molto più accoglienti di quelle asiatiche. Proprio per questo motivo spesso, nei secoli passati, le tribù nomadi dell'Asia centrale tentarono di ottenere il controllo delle estese pianure dell'Europa orientale. I primi furono gli ungari (che i calmucchi chiamavano Uugr) nell'VIII secolo, poi fu la volta dei tatari (Mangyd in lingua calmucca) nel XIII secolo; infine arrivarono i calmucchi (o, come loro stessi si definiscono, Dörvn Öörd, cioè "i quattro alleati") nel XVII secolo.
Il capo Torghuud, Khoo Örlög, decise di muoversi verso ovest all'inizio del XVII secolo, ma non a causa di una mitica lotta intestina ai calmucchi, creata dalla tribù Khoshuud: Khoo Örlög non era un rifugiato. Egli guidò i Torghuud e parte dei Dörvuuds. Khoshuud e Ölööd si unirono a loro quasi un secolo dopo. I calmucchi arrivarono fino alle steppe dell'Europa sud-orientale nel 1630. La terra non era libera, poiché era la patria delle potenti orde Nogai, ma sotto la pressione dei guerrieri calmucchi i Nogai scapparono verso la Crimea e il fiume Kuban'. Tutti gli altri nomadi delle steppe europee divennero vassalli del Khan calmucco.
I calmucchi non si insediarono solo attorno ad Astrachan' sul delta del Volga: i domini calmucchi si estendevano dagli Urali al fiume Terek e mantenevano ancora uno stretto legame con i calmucchi rimasti nella patria centro-asiatica. Alleati con la Russia, i Torghuud prosperarono durante il regno di Ayuki Khan, che ottenne il titolo di Khan dal sesto Dalai Lama.
Alla fine del XVIII secolo, delusi dalla crescente interferenza russa, Kalmyk Khan e Ubashi, nipote di Ayuki, decisero di ritornare alla loro patria. Per ordine del Khan, circa 200.000 calmucchi iniziarono una marcia senza precedenti verso l'Asia centrale. Dopo quasi sette mesi i calmucchi riuscirono a raggiungere gli avamposti in Manciuria attorno al lago Balkhaš. L'opinione per cui solo in pochi sopravvissero al rischioso viaggio venne creata dalla propaganda della Russia imperiale.
Parte dei calmucchi non riuscì ad attraversare il Volga e l'Ural per unirsi al loro Khan nel ritorno in Asia. Questa parte del popolo calmucco si assoggettò quindi alla sovranità russa, prima sotto gli Zar, e successivamente sotto i sovietici. Gradualmente crearono insediamenti fissi con case e templi, invece delle loro iurte rotonde trasportabili. Questo processo durò fino a ben oltre la Rivoluzione russa.
La Calmucchia ottenne lo status di oblast' autonoma il 4 novembre 1920 e venne elevata allo status di repubblica autonoma della RSSF Russa il 22 ottobre 1935. Nel 1943 lo status di repubblica venne revocato e la Calmucchia venne posta direttamente sotto il controllo del governo centrale.
La collettivizzazione forzata fu un disastro sociale, economico e culturale, non adatto al temperamento calmucco e all'ambiente secco e privo di alberi. Durante la seconda guerra mondiale Stalin, dopo aver assistito allo schieramento dei calmucchi con i tedeschi ed alla formazione del Kalmucken Kavallerie Korps a causa del risentimento locale per il regime sovietico, al termine del conflitto deportò l'intera nazione calmucca senza preavviso in Siberia, su carri bestiame in pieno inverno. Metà dei deportati perirono durante il viaggio e nei successivi anni di esilio, una pulizia etnica fino ad oggi sconosciuta al mondo esterno.
A causa della diffusa dispersione in Siberia la lingua e la cultura calmucche hanno sofferto un declino probabilmente irreversibile. Chruščëv permise il loro ritorno nel 1957, quando trovarono le loro case, i posti di lavoro e le terre occupate da immigrati russi e ucraini, che vi rimasero. Nondimeno, il 9 gennaio 1957 la Calmucchia divenne nuovamente un'oblast' autonoma e il 29 luglio 1958 una repubblica autonoma della RSSF Russa.
Negli anni seguenti la cattiva pianificazione agricola e i progetti di irrigazione produssero una diffusa desertificazione. Vennero costruiti anche impianti industriali non redditizi. Con il crollo dell'Unione Sovietica l'economia subì ulteriori danni, provocando diffusi problemi sociali e un crescente spopolamento delle aree rurali che mancavano di risorse e servizi. Dopo la dissoluzione dell'URSS, la Calmucchia ha mantenuto lo status di repubblica autonoma all'interno della Federazione Russa a partire dal 31 marzo 1992.

## Geografia antropica

### Suddivisioni amministrative
La divisione amministrativa di secondo livello della Repubblica della Calmucchia è costituita da 13 rajon (distretti) e 1 città (circondario urbano) sotto la giurisdizione della oblast'.

#### Rajon
La Calmucchia comprende 13 rajon (fra parentesi il capoluogo; sono indicati con un asterisco i capoluoghi non direttamente dipendenti dal rajon ma posti sotto la giurisdizione della oblast'):
- Celinnyj (Troickoe)
- Černozemel'skij (Komsomol'skij)
- Gorovikovskij (Gorodovikovsk)
- Iki-Burul'skij (Iki-Burul)
- Jašaltinskij (Jašalta)
- Jaškul'skij (Jaškul')
- Justinskij (Cagan Aman)

- Ketčenerovskij (Ketčenery)
- Laganskij (Lagan')
- Maloderbetovskij (Malye Derbety)
- Oktjabr'skij (Bol'šoj Caryn)
- Prijutnenskij (Prijutnoe)
- Sarpinskij (Sadovoe)

#### Città
I centri abitati della oblast' che hanno lo status di città (gorod) sono 3 (in grassetto quelli posti sotto la diretta giurisdizione della Repubblica e che costituiscono pertanto una divisione amministrativa di secondo livello):
- Ėlista
- Gorodovikovsk
- Lagan'

#### Insediamenti di tipo urbano
Non esistono centri urbani con status di insediamento di tipo urbano all'interno della Repubblica della Calmucchia.